# Leptogaster judaica
Leptogaster judaica är en tvåvingeart som beskrevs av Emile Janssens 1969. Leptogaster judaica ingår i släktet Leptogaster och familjen rovflugor. Inga underarter finns listade i Catalogue of Life.